# Pålberget
Pålberget är en småort i Piteå socken i Piteå kommun belägen cirka km norr om Piteå.

## Historia
Pålberget bildades efter laga skifte inom Böle by som avslutades 1890. Dessförinnan hade den varit böleböndernas fäbodvall. Från början benämndes byn för Nyböle, men i samband med att det förlades en järnvägsstation här 1915 fick byn namnet Pålberget, då det redan fanns ett Nyböle sedan tidigare. 
En skolbyggnad uppfördes 1904–08 där skolverksamhet bedrevs till 1957. Numera är byggnaden hembygdsgård.